# مازن عباس (ممثل)
أبو الحروف وهو ممثل سوري درس المسرح في لبنان، بدا مسيرته الفنية عام 2006 في مسلسل مشاريع صغيرة وشارك في العديد من المسلسلات ابرزها:
- بقعة ضوء (6) (2008)
- أيام الدراسة الجزء الأول (2011) بدور أبو الحروف
- أيام الدراسة الجزء الثاني (2012) بدور أبو الحروف
- بقعة ضوء 10 201
- طريق 2017
- بقعة ضوء 13 2017
- وهم 2017
- ميادة واولادها2020 بدور فيتو
- ببساطة 2019

- دولار (ضيف شرف) 2019
- كونتاك (ضيف شرف) 2019
- احلى أيام (أيام دراسة جزء الثالث) 2020

1. ↑  "مازن عباس - تمثيل فيلموجرافيا، صور، فيديو". elCinema.com. مؤرشف من الأصل في 2023-07-04. اطلع عليه بتاريخ 2023-07-04.